# Isognathus excelsior
Isognathus excelsior is een vlinder uit de familie van de pijlstaarten (Sphingidae). De wetenschappelijke naam van de soort werd in 1875 gepubliceerd door Jean Baptiste Boisduval.

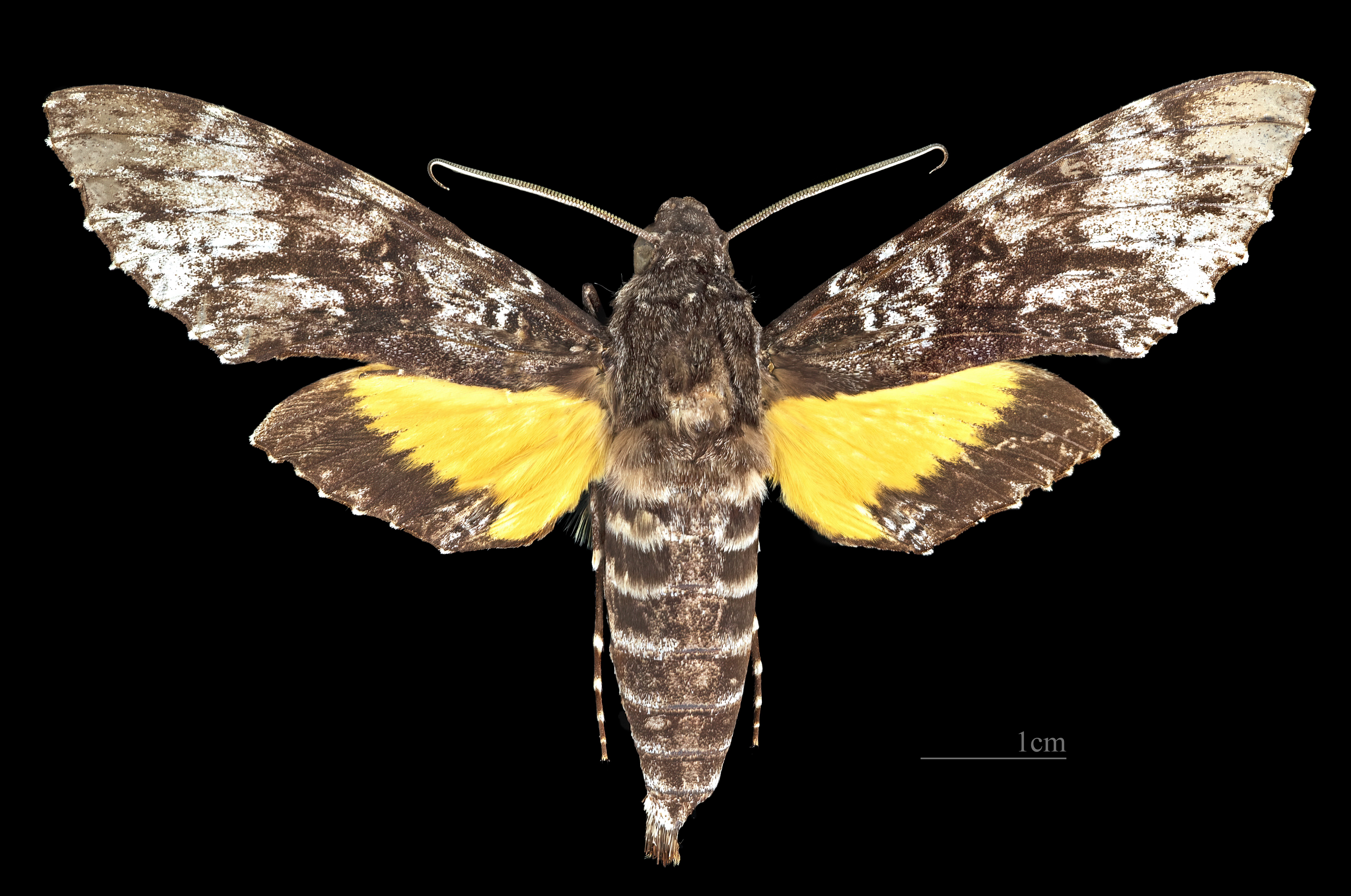
Isognathus excelsior ♂
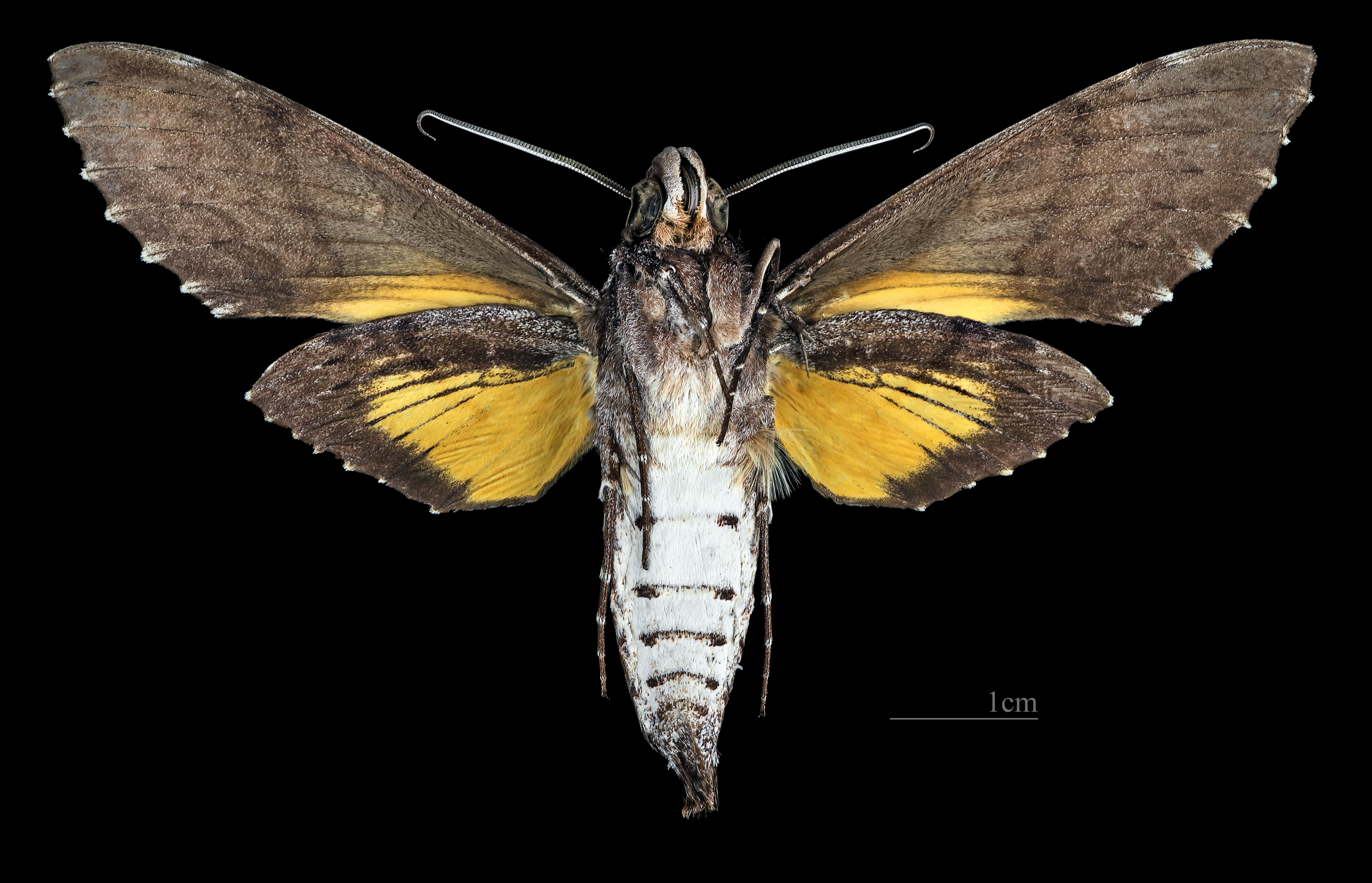
Isognathus excelsior ♂  △
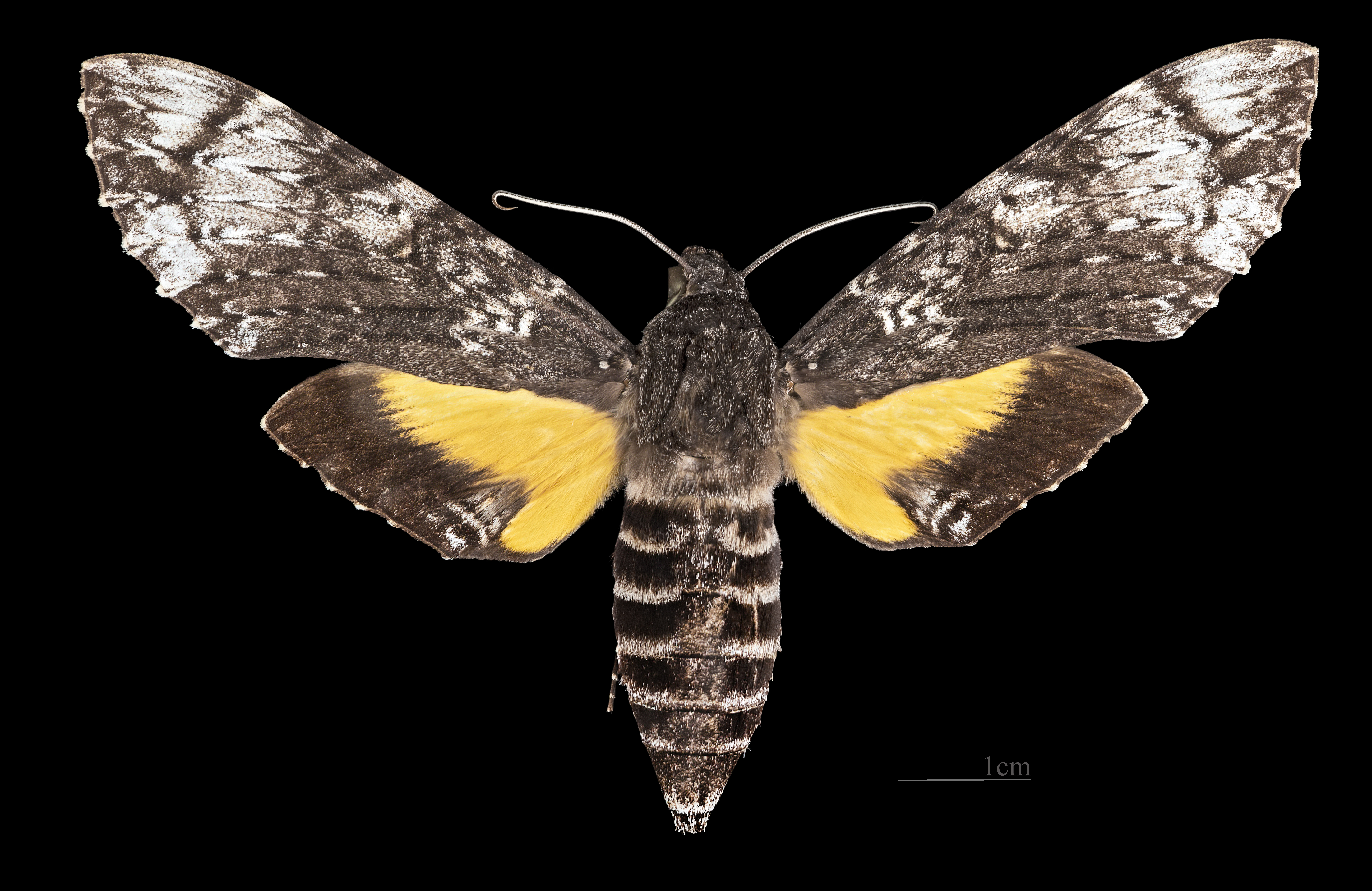
Isognathus excelsior ♀
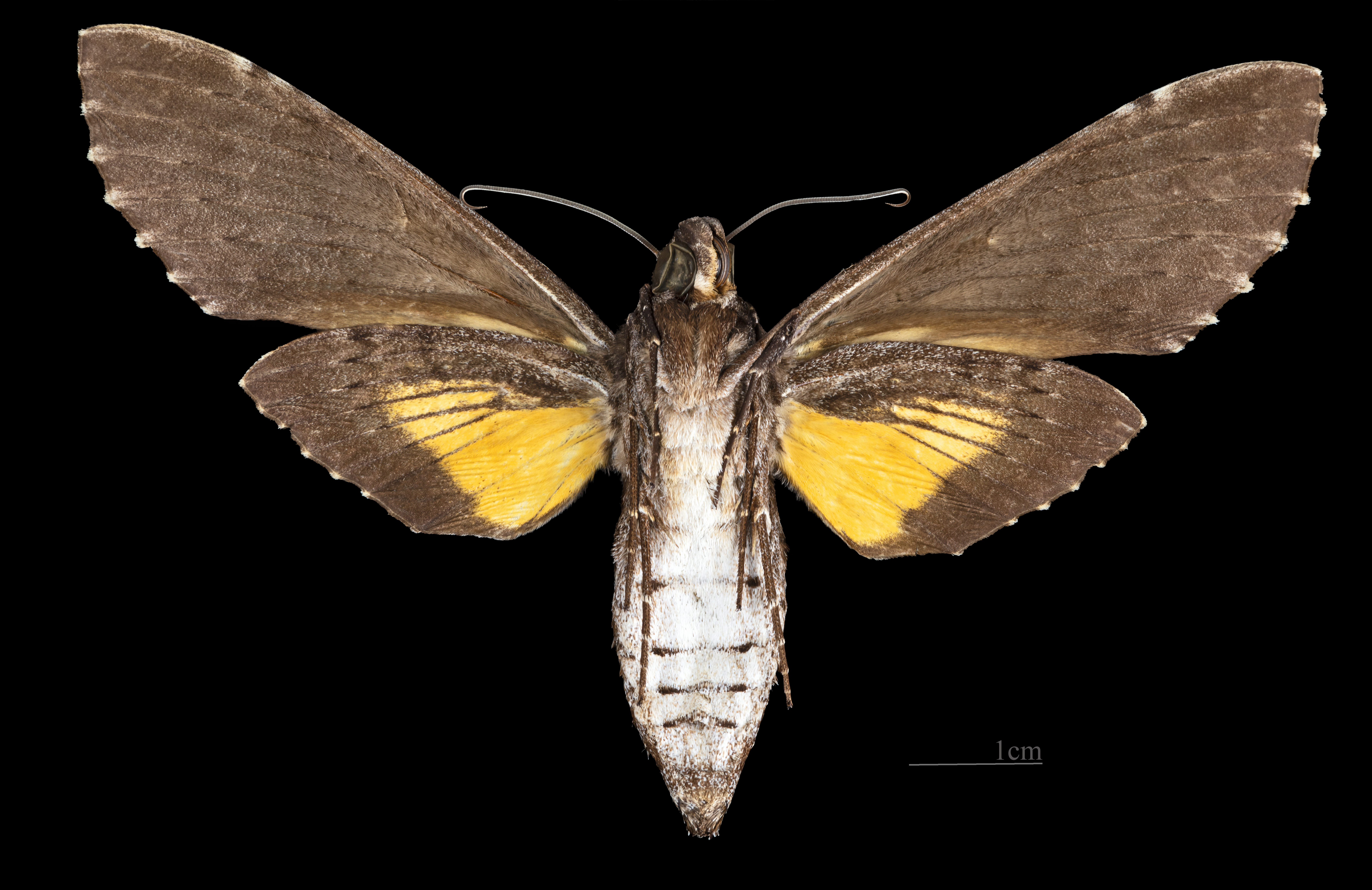
Isognathus excelsior  ♀ △